# Хаменгкубувоно II
Хаменгкубувоно II (7 березня 1750— 3 січня 1828) — султан Джок'якарти у 1792–1810, 1811–1812 і 1826–1828 роках. Намагався боронити незалежність держави від Нідерландів і Великої Британії, втім невдало.

## Життєпис

### Молоді роки
Син маса (принца) Мангкубумі і Кандженг Рату Кадіпатен. Народився 1750 року на схилах гори Сіндоро. Отримав ім'я Раден Мас Сундоро. Тоді його батько переховувався, здійснюючи атаки на голландські володіння та проти Пакубувоно III, султана Матараму. Наслідком цього став розпад Матараму.
Спочатку виховувався матір'ю. 1755 року Мангкубумі захопив східну частину Яви (від рівнини Кеду до південного узбережжя і Банюмаса на заході до сходу), де став першим султаном Джок'якарти як Хаменгкубувоно I. 1758 року оголошений спадкоємцем трону. У 1763 і 1768 роках велися перемовини щодо шлюбу Раден Мас Сундоро з донькою Пакубувоно III (тепер султана Суракати), проте невдало. Раден Мас Сундоро був учасником протистоянням з султанатом Суракартою, яке припинилося 1774 року завдяки втручанню Голландської Ост-Індської компанії, вплив якої на о. Ява значно виріс. З 1780 року влада його батька поступово занепадала на користь голландців. Навколо Раден Мас Сундоро стали гуртуватися невдоволені таким станом речей. 1785 року Хаменгкубувоно I підтвердив статус сундоро як спадкоємця, чому чинили спротив голландці.

### Панування
2 квітня 1792 року після смерті батька посів трон. З самого початку намагався зберегти повну владу султана і відмовитися від будь-якого втручання голландців, що викликало суттєвий спротив Голландської Ост-Індської компанії. Того ж року відкинув вимогу голландського губернатора північно-східного узбережжя Яви Пітера ван Оверстратена, щоб під час кожної зустрічі з султаном його крісло було вирівняне та розміщене праворуч від крісла султана. Втім генерал-губернатор Віллем Арнольд Альтінг намагався не вступати у конфлікт з султаном. Останній зміцнював столицю, створив корпус, озброєний виключно рушнницями, активно закуповув гармати.
У 1799 році Голландська Ост-Індська компанія офіційно припинила своє існування. Всі її володіння перейшли в розпорядження Батавської республіки. Невдовзі Хаменгкубувоно II вимушен був ратифікувати угоду з Батавською республікою, яка загалом підтверджувала договір 1743 року між султанатом Матарам і Голландською Ост-Індською компанією, за якою султан повинен був узгоджувати з голландцями призначення патіха (першого міністра).
1808 року новий генерал-губернатор Герман Віллем Дендельс розпочав політику з підкорення правителів Яви голландському королю Людовику I Бонапарту. Цим вимогам підкорився давній суперник Джок'якарти — Пакубувоно IV, султан Суракати. Дендельс призначив резидента Пітера Енгельгарда міністром султанату, що викликало невдоволення Хаменгкубувоно II. Також він спочатку відкинув вимогу генерал-губернатора передати монополію на лісозаготівлю, але зрештою підкорився, а також у грудні 1810 року допоміг придушити повстання свого родича Ронгго (Раден Рангги) проти голландців на півночі. Невдовзі на вимогу Дендельса призначає свого сина Раден Мас Суроджо спадкоємцем трону. 31 грудня 1810 року султана змушено було зректися влади. Крім того, з султанату була стягнута контрибуція в розмірі 500 тис. гульденів. Суроджо став султаном Хаменгкубувоно III.
У вересні 1811 британці захопили голландські володіння на Яві. Генерал-губернатором став Стемфорд Рафлз. Невдовзі за підтримки Туменггунга Сумодінінграта, командувача палацовими військами, владу було повернуто Хаменгкубувоно II. Поступово відносини з Рафлзом стали погіршувати, оскільки останній відхилив пропозицію султана повернути лісову монополію і контроль над узбережжям й податки в портах. У травні склав з султаном Пакубувоно IV таємний союз з вигнанням британцям. Султан зміцнив кратон, значно збільшив чисельність збройних сил. Але його було викрито, а британські війська захопили столицю султанату. 16 липня 1812 року Хаменгкубувоно II разом з 2 синами було заслано на острів Пінанг. Султаном знову став Хаменгкубувоно III.
1814 року Хаменгкубувоно III раптово помер, а трон перейшов до його сина Хаменгкубувоно IV. У квітні 1815 року після рішень Віденського конгресу, за яким Ява поверталася голландцям, Стемфорд Рафлз наказав повернути колишнього султана до Джок'якарти. 1816 року влада офіційно перейшла до представників королівства Нідерландів. 1817 року генерал-губернатор Годерт ван дер Капеллен, побоюючись заколоту на користь Хаменгкубувоно II, заслав того на о.Амбон.
1822 року смерть Хаменгкубувоно IV привела до влади його 2-річного сина Хаменгкубувоно V. Це призвело до загальної кризи в султанаті, феодали та військовики діяли самостійно, почалася нова партизанська війна проти голландців. Хаменгкубувоно II 1824 року звернувся до голландської адміністрації з проханням повернутися на Яву, на що отримав дозвіл, але мав мешкати у м. Сурабая. 1825 року почалося потужне повстання Діпонегоро. Опинившись в складній ситуації, голландці 18 серпня 1826 року відновили Хаменгкубувоно II на троні.
Поступово до червня 1827 року значна частина повсталих перейшла на бік султана, що погіршило становище Діпонегоро. Наприкінці грудня 1827 року перехворів на ангіну й зрештою помер на початку січня 1828 року. Влада знову перейшла до його праонука — Хаменгкубувоно V.